# Nemzetközi Olimpiai Bizottság

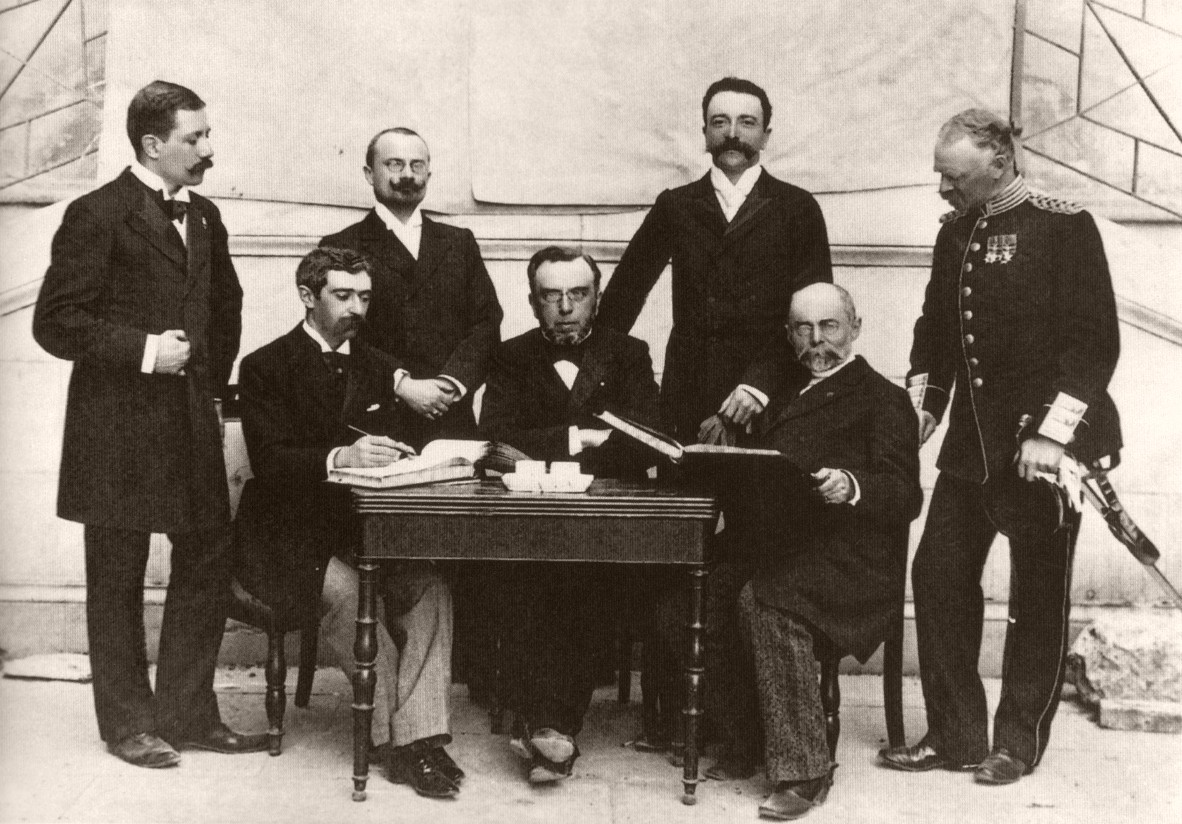
A NOB vezetősége Athénban
az 1896. évi első újkori olimpián

A Nemzetközi Olimpiai Bizottság (NOB) (franciául: Comité international olympique (CIO), angolul: International Olympic Committee (IOC)) egy nemzetközi szervezet, amelynek székhelye a svájci Lausanne-ban található. A szervezetet 1894. június 23-án Párizsban alapította meg Pierre de Coubertin báró és Dimítriosz Vikélasz, hogy újjáélesszék az ókori görögországi olimpiai játékokat, amelyekre i. e. 776 és i. sz. 396 között került sor. Jelenleg 206 nemzeti olimpiai bizottság tagja a szervezetnek, Magyarországot a Magyar Olimpiai Bizottság képviseli.
A NOB szervezi az olimpiai játékokat: a nyári olimpiai játékok az olimpiád első évében kerülnek megrendezésre, míg a téli olimpiai játékok (1994-től) annak harmadik évében. A modern idők első olimpiai játékait 1896-ban rendezték Athénban, Görögországban. Az első modern kori téli olimpiai játékokat a franciaországi Chamonix-ban rendezték meg 1924-ben.
Az olimpiai mozgalom egy életfilozófia, kiemelve és egyesítve a test, az akarat és az ész erejét, ezek harmonikus egységét képezve. A sportot a kultúrával és a képzéssel ötvözve, az olimpizmus az örömre és az erőfeszítésre alapuló életmódot kíván létrehozni, a jó példa és az egyetemes erkölcsi alapelvek fontosságát hangsúlyozva.

## Tagság
és 
A Nemzetközi Olimpiai Bizottságnak 206 tagja van:
- az összes nemzetközileg elismert ország, a  Vatikán kivételével,
- valamint:  Amerikai Szamoa,  Amerikai Virgin-szigetek,  Aruba,  Bermuda,  Brit Virgin-szigetek,  Guam,  Kajmán-szigetek,  Cook-szigetek,  Palesztina,  Puerto Rico,  Kínai Köztársaság,  Hongkong és  Koszovó.

## Elnökök
A NOB Kongresszusa (amely a NOB-tagokból áll) saját soraiból, titkos szavazással választja meg a szervezet elnökét nyolcéves időtartamra, amely egyszer négy évvel meghosszabbítható. A legutóbbi elnökválasztásra 2025-ben került sor.
Az elnök képviseli a NOB-ot, és annak minden tevékenységét ő vezeti.
| 1. |  | Dimítriosz Vikélasz (1835 – 1908)               | 1894 | 1896       | Görögország                                               |
| 2. |  | Pierre de Coubertin (1863 – 1937)               | 1896 | 1925       | Franciaország                                             |
| -  |  | Godefroy de Blonay (1869 – 1937)                | 1916 | 1919       | Svájc A fronton lévő Pierre de Coubertint helyettesítette |
| 3. |  | Henri de Baillet-Latour (1876 – 1942)           | 1925 | 1942       | Belgium                                                   |
| 4. |  | Sigfrid Edström (1870 – 1964)                   | 1942 | 1952       | Svédország                                                |
| 5. |  | Avery Brundage (1887 – 1975)                    | 1952 | 1972       | Amerikai Egyesült Államok                                 |
| 6. |  | Michael Morris Killanin 3. bárója (1914 – 1999) | 1972 | 1980       | Írország                                                  |
| 7. |  | Juan Antonio Samaranch (1920 – 2010)            | 1980 | 2001       | Spanyolország                                             |
| 8. |  | Jacques Rogge (1942 – 2021)                     | 2001 | 2013       | Belgium                                                   |
| 9. |  | Thomas Bach (1953 –)                            | 2013 | 2025       | Németország                                               |
| 10 |  | Kirsty Coventry (1983 –)                        | 2025 | Hivatalban | Zimbabwe                                                  |

## Alapítása
Pierre de Coubertin báró – 1500 év kihagyás után – 1894. június 23-án újból életre hívta az olimpiai játékokat. Coubertin a nemzetközi kapcsolatok és a béke előmozdulását és javulását remélte az olimpiai eszme újjáélesztésétől.
Nemzetközi kongresszust rendezett a Francia Atlétikai Társaságok Uniója 1894. június 16-án Párizsban, az előadó de Coubertin kétezer lelkes hallgató előtt ismertette elképzelését az olimpiai versenyek felújításáról és nemzetközivé tételéről.
A kongresszust tett követte, június 23-án megalakult a NOB, az alapító tagok:
- Pierre de Coubertin francia
- Dimítriosz Vikélasz görög
- Ernest Callot francia
- Alekszandr Dmitrijevics Butovszkij orosz tábornok
- Viktor Gustav Balck svéd kapitány
- William Milligan Sloane amerikai professzor
- Jiři Guth-Jarkovský cseh tanácsos, középiskolai igazgató
- Charles Herbert angol sportszövetségi titkár
- dr. José Benjamin Zubiaur argentin kollégiumi igazgató
- Leonard A. Cuff új-zélandi sportszövetségi titkár
- Lucchesi Palli gróf, párizsi olasz konzul
- Maxime de Bouises belga gróf
- Lord Ampthill angol, Ampthill grófja
- D’Andria Caraffa olasz herceg

Nem volt jelen, de beválasztották a vezetőségbe dr. Kemény Ferenc magyar alreáliskolai igazgatót és a német dr. Willibald Gebhardtot.

## Magyar tagok
- dr. Kemény Ferenc 1894–1907
- gróf Andrássy Géza 1908–1938
- Muzsa Gyula 1909–1946
- ifj. Horthy Miklós 1939–1948
- dr. Mező Ferenc 1948–1961
- dr. Csanádi Árpád 1964–1983
- Schmitt Pál 1983–2022 (tiszteletbeli 2022–)
- dr. Aján Tamás 2000–2010 (tiszteletbeli 2010–2020)
- Gyurta Dániel 2016–2024
- Fürjes Balázs 2023–

## A NOB vezető testülete
A Nemzetközi Olimpiai Bizottság az olimpiai mozgalom állandó szervezete, amely irányítja a játékok ellenőrzését és biztosítja azok fejlődését. Megalakulása óta önmagát egészíti ki a szervezet nemzeti olimpiai bizottságok tagjaiból. Általános elv, hogy minden országot csak egy-egy tag képviselje, kivéve a vezető sport hatalmakat és azokat ahol már rendeztek játékokat, de így is legfeljebb két tag. Az olimpiai mozgalom vezető testületének tagjai a NOB képviselői hazájukban. Sokáig a tagság csak halálozás, lemondás vagy megfosztás esetén szűnt meg. 1966 óta a tagságot korhatárhoz kötötték, a 72. életévüket betöltötteknek vissza kell vonulniuk, a legeredményesebben dolgozók tiszteletbeli tagként működhetnek tovább de szavazati joggal már nem rendelkeznek.
A NOB elnökét a vezetőség tagjaiból 8 évre választják, amely további négy évre újraválaszthatók, az alelnökök és a végrehajtó bizottsági tagok megbízatása 4 évre szól. A végrehajtó bizottság a szervezet operatív testülete, sürgős esetekben intézkedik, új tagokat javasol, és a játékok idején a legfőbb versenybírói fórummá alakul.
A nemzetközi sportszövetségek 1967-ben létesítették a NOB felé tanácsadó testületüket (Assamblée Générale des Fédérations Internationales). A nemzeti olimpiai bizottságok 1968-ban hozták létre érdekképviseletüket (Assamblée Générale des Comites Nationaux Olympiques).
A NOB ülését az elnök hívja össze, az ülés a megjelent tagok számától függetlenül határozatképes. Az olimpiai szabályzat módosításához a szavazati joggal bírók kétharmados többségének kell együtt szavaznia. A határozatokat egyszerű szótöbbséggel hozzák.
Megalakulásakor a NOB székhelye Párizsban volt, a háború idején biztonsági okból 1915. április 10-én a svájci Lausannbe helyezték át. A hivatalos nyelvek a NOB-ban a francia és az angol. 1914 óta a hivatalos zászlaja a szervezetnek a fehér alapon egymásba fonódó öt különböző színű karika, amely az öt földrész sportolóit jelképezi (a színek: kék, sárga, fekete, zöld és piros). A NOB jelmondata gyorsabban, magasabbra, erősebben

## Az olimpiai játékok helyszíne és ideje
A játékok színhelyének kiválasztása a jelentkező városok közül a NOB kizárólagos joga. 1977 óta a csökkenő pályázó helyszínek csökkenő száma miatt, úgy döntöttek hogy a jövőben egy országnak ítéli a rendezés jogát, a helyszínt (helyszíneket) az adott nemzeti bizottság dönti el. A megnyitó és a záró ünnepséget, illetve döntőket az olimpiai fővárosban kell rendezni, a selejtezőket azonban máshol is megrendezhetik. A rendezési jogról a versenyek előtt hét évvel kell dönteni. 1896 óta négy évenként kell megrendezni a versenyeket.
A versenyek időpontjáról az adott nemzeti bizottság dönt, előírás szerint az időtartam 16 nap, illetve a téli játékoknál 12 nap, beleértve a megnyitót is.

## Versenyszámok
A kezdeti időszakban a rendező nemzeti bizottságok szabad kezet kaptak a lebonyolítására és a programok összeállításában. Ez sok visszásságot szült, 1900-ban Párizsban a májusban kezdődő versenysorozat csak október végén fejeződött be, 1904-ben St. Louisban pedig 390 bajnokot avattak. Ezért 1932 óta a nyári olimpiai játékok lebonyolítására 16 nap van engedélyezve. A megrendezhető versenyszámokat pedig a NOB dönti el, mely számok kerüljenek ki és milyen új számok be, a programba.